# Jean Ravel
Pour les articles homonymes, voir Ravel (homonymie).
Jean Ravel, né le 9 août 1927 à Nice et mort le 7 juillet 1990 à Paris, est un chef monteur français de cinéma. Il a été nommé à 4 reprises lors de cérémonies des Césars entre 1976 et 1983.

## Biographie
Il a travaillé en particulier avec Pierre Granier-Deferre (Noyade interdite, L'Ami de Vincent, L'Étoile du Nord…).
Il a imaginé la méthode de montage dite des « rouleaux japonais » pour le montage du film Chronique d'un été de Jean Rouch et Edgar Morin en 1961, et pour le documentaire Les Inconnus de la terre la même année.
Il a été de 1968 à 1990, quasiment sans discontinuer, l'un des coprésidents du SNTPCT et sa contribution à la défense des travailleurs et techniciens de la production cinématographique, et celle du cinéma français est particulièrement remarquable.

## Filmographie

### Comme monteur
- 1954 : Port du désir d'Edmond T. Gréville
- 1954 : Papa, Maman, la Bonne et moi de Jean-Paul Le Chanois (assistant)
- 1955 : Tant qu'il y aura des femmes
- 1958 : Quand sonnera midi
- 1959 : L'Île du bout du monde
- 1960 : Les Mains d'Orlac
- 1961 : Les Menteurs
- 1961 : Le Petit Garçon de l'ascenseur
- 1961 : Chronique d'un été de Jean Rouch et Edgar Morin
- 1961 : Les Menteurs d'Edmond T. Gréville
- 1962 : L'Accident d'Edmond T. Gréville
- 1962 : La Jetée de Chris Marker
- 1965 : La Métamorphose des cloportes de Pierre Granier-Deferre
- 1965 : Algérie, année zéro de Marceline Loridan et Jean-Pierre Sergent (court métrage)
- 1965 : Paris au mois d'août de Pierre Granier-Deferre
- 1967 : À cœur joie de Serge Bourguignon
- 1969 : Paris n'existe pas
- 1970 : La Horse de Pierre Granier-Deferre
- 1971 : Le Chat de Pierre Granier-Deferre
- 1971 : La Veuve Couderc de Pierre Granier-Deferre
- 1972 : Barbe-Bleue d'Edward Dmytryk et Luciano Sacripanti
- 1973 : Le Fils de Pierre Granier-Deferre
- 1973 : Le Train de Pierre Granier-Deferre
- 1974 : La Race des seigneurs de Pierre Granier-Deferre
- 1974 : Sérieux comme le plaisir  de Robert Benayoun
- 1975 : La Cage de Pierre Granier-Deferre
- 1975 : Adieu poulet de Pierre Granier-Deferre
- 1975 : L'Alpagueur de Philippe Labro
- 1976 : Une femme à sa fenêtre de Pierre Granier-Deferre
- 1978 : L'Argent des autres de Christian de Chalonge
- 1979 : Le Toubib  de Pierre Granier-Deferre
- 1982 : L'Étoile du Nord  de Pierre Granier-Deferre
- 1983 : L'Ami de Vincent  de Pierre Granier-Deferre
- 1986 : Cours privé  de Pierre Granier-Deferre
- 1988 : Noyade interdite de Pierre Granier-Deferre
- 1988 : La Couleur du vent de Pierre Granier-Deferre
- 1988 : Cinq jours en juin de Michel Legrand
- 1989 : L'Autrichienne  de Pierre Granier-Deferre
- 1990 : Brise-glace de Jean Rouch, Raoul Ruiz et Titte Törnroth

### Réalisateur
- 1965 : Comédie, court métrage réalisé avec Marin Karmitz et Jean-Marie Serreau

## Récompenses
- Césars 1983 : Nommé César du meilleur montage pour : L'Étoile du Nord
- Césars 1979 : Nommé César du meilleur montage pour : L'Argent des autres
- Césars 1977 : Nommé César du meilleur montage pour : Une femme à sa fenêtre
- Césars 1976 : Nommé César du meilleur montage pour : Adieu poulet